# Eum Hwa-yeong
Eum Hwa-yeong (koreanisch 엄화영; * 5. Oktober 1995 in Incheon) ist eine südkoreanische Squashspielerin.

## Karriere
Eum Hwa-yeong spielte 2015 erstmals auf der PSA World Tour und erreichte im April 2024 in Delhi ihr einziges Finale. Ihre beste Platzierung in der Weltrangliste erreichte sie mit Rang 127 im Juni 2016. Mit der südkoreanischen Nationalmannschaft nahm sie an mehreren Asienmeisterschaften teil und vertrat Südkorea auch im Einzel bei mehreren Kontinentalmeisterschaften. Erstmals stand sie 2015 im Hauptfeld, wo sie bereits ihre Auftaktpartie verlor. Zwei Jahre darauf verlief ihre Teilnahme etwas erfolgreicher, als sie die erste Runde dank eines 3:2-Erfolgs überstand. Im Achtelfinale unterlag sie anschließend Liu Tsz-Ling mit 0:3.
2018 stand Eum im südkoreanischen Kader bei den Mannschafts-Asienmeisterschaften und zog mit ihr ins Finale ein. Ahn Eun-chun und Lee Ji-hyun verloren ihre jeweiligen Partien gegen Hongkong, womit die Begegnungen vorzeitig mit 0:2 verloren ging und Eum nicht mehr zum Einsatz kam. Im Turnierverlauf bestritt sie zwei Spiele, von denen sie eines gewann. Im selben Jahr nahm sie in Jakarta erstmals an den Asienspielen teil. Eum ging in der Mannschaftskonkurrenz an den Start und verpasste mit Ahn, Lee und Yura Choe als Gruppendritte den Halbfinaleinzug. Bei den Asien-Einzelmeisterschaften 2019 und 2023 kam Eum jeweils nicht über die zweite Runde hinaus, die Mannschafts-Asienmeisterschaften 2021 und 2022 schloss sie auf dem fünften bzw. dritten Platz ab. 2022 unterlag sie im Halbfinale gegen Hongkong dabei in ihrer Partie Tomato Ho mit 1:3. Bei den 2023 ausgetragenen Asienspielen 2022 in Hangzhou gewann Eum mit der Mannschaft die Bronzemedaille, nachdem diese im Halbfinale Malaysia unterlegen war. Im Mixed gelang Eum zusammen mit Yoo Jae-jin der Einzug ins Viertelfinale, das die beiden gegen Aifa Azman und Mohd Syafiq Kamal verloren. 2024 gehörte sie bei den Weltmeisterschaften zum südkoreanische Aufgebot.

## Erfolge
- Vizeasienmeisterin mit der Mannschaft: 2018
- Asienspiele: 1 × Bronze (2022)